# هدسون ميك
هدسون ميك (5 أغسطس 2008 - 21 ديسمبر 2024)، هو مُمثل أمريكي اشتهر بدوره كطفل صغير في فيلم بيبي درايفر.

## وفاته
توفي في 21 ديسمبر 2024 عن عمر ناهز 16 عامًا، إثر سقوط مفاجئ من سيارة على طريق كانيون في فيستافيا هيلز. وبحسب مكتب الطب الشرعي في مقاطعة جيفرسون، تعرض ميك لإصابات خطيرة جراء سقوطه من سيارة نُقل على إثرها إلى مستشفى جامعة ألاباما في برمنغهام، لكنه فارق الحياة بعد يومين.

## رابط خارجية
هدسون ميك على موقع IMDb (الإنجليزية)
- هدسون ميك على موقع قاعدة بيانات الفيلم (الإنجليزية)